# X-Cohuó
X-Cohuó är en ort i Mexiko.   Den ligger i kommunen Chemax och delstaten Yucatán, i den östra delen av landet, 1 200 km öster om huvudstaden Mexico City. X-Cohuó ligger 21 meter över havet och antalet invånare är 111.
Terrängen runt X-Cohuó är mycket platt. Runt X-Cohuó är det glesbefolkat, med 20 invånare per kvadratkilometer. Närmaste större samhälle är Chemax, 16,4 km söder om X-Cohuó. I omgivningarna runt X-Cohuó växer i huvudsak lövfällande lövskog.